# Schoenobius microforficellus
Schoenobius microforficellus là một loài bướm đêm trong họ Crambidae.